# Sophie Bissonnette
Pour les articles homonymes, voir Bissonnette.
Sophie Bissonnette, née le 18 septembre 1956 , est une réalisatrice, scénariste, productrice et monteuse canadienne. Elle réalise des films documentaires au Québec depuis 1978 et est aussi engagée dans son milieu professionnel pour promouvoir le travail cinématographique des femmes. 
Plusieurs de ses films ont pour thème l'histoire du féminisme et du syndicalisme au Québec, et pour caractéristique de « faire du témoignage individuel un révélateur de l'histoire sociale ». La Cinémathèque québécoise a consacré à son oeuvre un dossier en ligne (Au coeur de la mouvance féministe) , où on peut visionner ses principaux documentaires sur la condition des femmes. 

## Biographie
Sophie Bissonnette grandit à Ottawa et étudie le cinéma et la sociologie à l'Université Queen's de Kingston, où elle obtient un baccalauréat en 1978. Elle commence à réaliser ses premiers documentaires après s'être établie à Montréal, en 1978.
Sophie Bissonnette est notamment membre fondatrice des Rencontres internationales du documentaire de Montréal, de Réalisatrices équitables et de la Fondation Léa Roback.

## Filmographie

### Documentaires d'auteure (scénariste et réalisatrice)
- 2020 : Eva Cayer, une infirmière au front, 25 min.
- 2007 : Sexy inc. Nos enfants sous influence, 35 min.
- 2002 : Madeleine Parent, tisserande de solidarités, 46 min.
- 2001 : Partition pour voix de femmes, 86 min.
- 1997 : Près de nous, 52 min.
- 1996 : '49, un souffle de colère, 51 min
- 1991 : Des lumières dans la grande noirceur, 90 min
- 1988 : L'Amour... à quel prix? 65 min
- 1985 : « Quel numéro what number? » ou le travail automatisé, 81 min
- 1980 : Une histoire de femmes, 72 min

### Vidéos éducatives et corporatives
- 2017 : Amour et argent peuvent faire bon ménage
- 2016 : Les dames du DOC
- 2015 : Ligne du temps de l’histoire des femmes
- 2013 : Atelier de danse
- 2010 : Être ou paraître? Les jeunes face aux stéréotypes sexuels
- 2008 : La prévention du diabète
- 1996 : Une sage femme à nos côtés
- 1994 : Pour donner un sens au travail
- 1992 : Hommage à Lea
- 1992 : Le Plafond de verre
- 1987 : Ne ratons pas le train vers l’accès à l’égalité
- 1981 : Luttes d’ici, luttes d’ailleurs

### Reportages et séries
- 2011-2013 : Campus / Saisons 4 et 5
- 2004 : Je vis ta vie, 26 min.

### Récits de vie
- 2014 : Le corps dans tous ses états; 6 brefs récits
- 2013 : Récits migratoires

- 2012 : Après la cinquantaine dondaine. Voix de femmes

### Comme productrice
- 1991 : Des lumières dans la grande noirceur
- 1997 : Près de nous
- 1985 : « Quel numéro what number? » ou le travail automatisé

### Comme monteuse
- 1980 : Une histoire de femmes

## Distinctions
- 2020: Prix Femme de mérite, catégorie: Arts, culture et design
- 2008 : Prix « Advocacy » des YWCA du Canada pour Sexy Inc. Nos enfants sous influence
- 2008 : Prix UNICEF au Concours du prix Japon pour Sexy Inc. Nos enfants sous influence[5]
- 2008 : Finaliste du Prix des Médias d’Au-delà des frontières pour Sexy Inc. Nos enfants sous influence
- 2002 : Finaliste aux Prix Gémeaux  « Meilleur documentaire » pour Partition pour voix de femmes
- 1997 : Prix Vidéo d’intervention de l’Office des communications sociales pour Série CSN : Cinq temps d’un mouvement
- 1997 : Prix Vidéo d’intervention 1997/Série (OCS) pour ’49 – un souffle de colère
- 1992 : Prix Cinéma de l’Office des communications sociales pour Des lumières dans la grande noirceur
- 1992 : Prix Séquences Martini pour Des lumières dans la grande noirceur
- 1992 : Mention honorifique aux Golden Gate Awards de San Francisco pour Des lumières dans la grande noirceur
- 1985 : En nomination pour le Prix de la Critique québécoise « Meilleur long métrage » pour Quel numéro what number ?
- 1980 : Prix de la Critique québécoise « Meilleur long métrage » pour Une histoire de femmes[6]